# Capital social (comptabilité)
Cet article concerne le capital social en comptabilité. Pour capital social sociologique, voir capital social (sociologie).
Le capital social, appelé souvent plus simplement le capital, désigne, en comptabilité les ressources apportées à une société par ses associés lors de sa création ou d'augmentations de capital ultérieures. Le capital social est un élément obligatoire pour toutes les sociétés.

## Usage et responsabilité limitée
Le capital social est un apport obligatoire, mais surtout indispensable pour créer une entreprise. Il permet en général les premiers investissements en moyens de production (locaux, machines, informatique) et ensuite une augmentation de ces moyens (à la suite d'une augmentation de capital). Par cet apport, les actionnaires, associés ou investisseurs se voient offrir des actions ou des parts sociales dont la valeur nominale correspond à la fraction du capital qu'ils ont souscrit. Le capital social n'appartient pas aux associés ou aux actionnaires mais à la société elle-même.

### «Responsabilité limitée» et importance relative du «capital social» (selon le bilan comptable)
Le concept de responsabilité limitée et sa mise en œuvre dans les lois au XIXe siècle (ex : en France, lois du 23 mai 1863 puis du 24 juillet 1867 ; en Angleterre lois de 1856 à 1862 sur les Joint-Stock Company limited) compte, d'après Y.N. Harari dans son célèbre ouvrage SAPIENS, « parmi les inventions les plus ingénieuses de l’humanité » : « Peugeot est une création de notre imagination collective. Les juristes parlent de « fiction de droit ». Peugeot appartient à un genre particulier de fictions juridiques, celle des « sociétés anonymes à responsabilité limitée ». L’idée qui se trouve derrière ces compagnies compte parmi les inventions les plus ingénieuses de l’humanité. ». Il en explique ainsi les avantages : « Si une voiture tombait en panne, l’acheteur pouvait poursuivre Peugeot, mais pas Armand Peugeot. Si la société empruntait des millions avant de faire faillite, Armand Peugeot ne devait pas le moindre franc à ses créanciers. Après tout, le prêt avait été accordé à Peugeot, la société, non pas à Armand Peugeot, l’Homosapiens» actionnaire !
Cette explication montre que le terme « responsabilité limitée » est un euphémisme : il s'agit en fait non d'une limitation des risques mais d'un véritable transfert de responsabilité et des risques de l'actionnaire à l'entreprise, à son collectif de salariés, responsabilité pénale et économique.
Grâce à cette « responsabilité limitée » plusieurs procédés permettent aux actionnaires d'accroître les moyens de production qu'ils contrôlent en minimisant au maximum leur mise (le capital social) : investissement par effet de leviers, achat par effet de levier, rachat d'actions. Il est donc très compréhensible que les actionnaires recourent à ces procédés plutôt que d’émettre des actions supplémentaires provoquant l'arrivée d'autres actionnaires avec qui certes les risques sont partagés mais également le pouvoir et la propriété. Si le collectif salariés était, comme dans une SAPO, sujet de droit, la « responsabilité limitée » pourrait être remplacée par les « responsabilités et propriétés partagées » entre actionnaires et le collectif de salariés, chacun selon sa contribution.
Le bilan comptable permet de comparer très simplement le capital social, seule contribution des actionnaires, et la contribution du collectif de salariés.
« Dans la colonne de gauche du bilan, appelée « Actif », figure tout le patrimoine de l’entreprise, autrement dit tout ce que l’entreprise possède grâce aux ressources figurant au passif. »
Dans la colonne de droite du bilan, appelée « Passif » est fournie la liste des rubriques qui expliquent d’où proviennent les ressources financières dont dispose l’entreprise ».
Dans ce passif, la contribution des actionnaires (du moins des actionnaires primaires misant à l'occasion d'une émission d'actions est uniquement le capital social. Toutes les autres contributions sont celles du collectif de salariés. Par définition du bilan, le total du passif est égal au total des actifs. La contribution du collectif de salariés aux actifs est donc la différence entre le total des actifs et le capital social et, vu des comptes de l'entreprise, l'effet de levier est le ratio entre le total des actifs et le capital social.
Exemple avec le bilan 2021 de Carrefour : total actif (47 668 M€), financé par les actionnaires à hauteur du capital social (1940 M€) et donc le reste, soit près de 45728 M€, par le collectif de salariés. L'effet de levier cumulé est donc de 24 en fin 2021. Il diminuera s'il y a financement par émission d'actions et il augmentera si l'entreprise Carrefour, son collectif de salariés, investit sur fonds propre ou par emprunt.
Dans son ouvrage majeur Principes d’économie politique, Charles Gide (1931) nomme « amorce » le capital social misé par les actionnaires et capital « concret » ou « réel » les actifs, le patrimoine productif de l'entreprise. « L'amorce » suffit aux actionnaires pour être propriétaire de tous les actifs.
La contribution du collectif de salariés est faite sous toutes les formes mentionnées dans le bilan (fonds propres accumulés, résultats, emprunts que le collectif de salariés rembourse, etc..). En plus de cette contribution, le collectif de salariés, grâce évidemment à la vente de ses produits et services, doit bien sûr payer les salaires, impôts et taxes, louer des locaux et des équipements, payer des sous-traitants et des fournitures, entretenir tout le patrimoine, payer des dividendes aux actionnaires et même, de plus en plus souvent, racheter des actions aux actionnaires, actions ensuite annulées.

## Signification comptable
Le capital social est la représentation, au passif du bilan comptable, des engagements de l'entreprise envers ses associés ou actionnaires (les capitaux propres par an) pour la partie venant de leurs apports. Il est la contrepartie des apports en nature ou numéraire réalisés par eux. De ce fait, cela permet aux investisseurs de toucher, si l'entreprise génère un bénéfice, des dividendes à hauteur de leur contribution.
C'est une garantie générale du créancier (fournisseur, banquier…) et est donc soumis à un régime juridique strict. Ainsi les réductions du capital social sont soumises à des mesures de publicité pour que les créanciers de la société en soient informés.

## Capital social minimum selon le type de société
Selon la législation française, la plupart des entreprises n'ont pas besoin de prévoir un capital social, en revanche, pour les Sociétés Anonymes (SA), un capital minimum de 37 000 euros doit être fourni.
- SARL /EURL : aucun minimum ;
- SAS / SASU : aucun minimum ;
- SA : 37 000 € minimum ;
- sociétés civiles : aucun minimum ;
- SNC : 1 € minimum[8].

## Composition du capital social

### Les apports en nature
Les associés ou actionnaires peuvent apporter des biens à la société, il s’agit des apports en nature. Ils correspondent aux biens corporels comme des immeubles, des machines ou du matériel ou alors des biens incorporels comme un brevet ou les titres d'une autre entreprise.
Quel que soit le type d'entreprise, il est obligatoire de faire appel à un commissaire aux apports afin d'évaluer la valeur de l'apport.

### Les apports en numéraire
Il ne faut pas confondre les apports en numéraire avec les apports en Compte courant d'associés, qui ne permettent pas d’obtenir de titres en contrepartie.
Les apports en numéraire correspondent aux apports d’argent effectués par les actionnaires. En contrepartie, ils recevront des parts sociales ou des actions qui permettent notamment d’obtenir des droits de vote en assemblée et des droits dans les bénéfices de l’entreprise, à savoir la répartition des bénéfices (investissement ou dividendes).

## Mesures
Capital social (au sens sociologique) et croissance économique - pas pertinent pour aspect comptable
Des recherches sociologiques et économiques ont démontré que la croissance économique dépend non seulement du capital physique et humain, mais aussi de la capacité des populations à collaborer et à échanger des connaissances. La croissance économique et le bien-être social sont souvent plus élevés que prévu dans les régions où les gens se font confiance et forment des réseaux sociaux étroits informels et formels (par exemple, le cas de l'Italie du Sud et du Nord). Aussi, Putnam a souligné que l'érosion du capital social aux États-Unis est devenue l'un des défis à la démocratie et au bien-être dans le pays.
Les variations du capital social peuvent prédéterminer les différences de dynamique de la croissance économique entre les différentes régions d'un même pays et le rythme de propagation du virus COVID-19,,. Il n'y a pas de consensus sur les effets du capital social d'attachement (bonding) et d'accointance (bridging) sur la croissance économique régionale,, mais l'hypothèse théorique dominante est que le capital social d'attachement et le capital social d'accointances se complètent,.
Muringani J., Fitjar R. D. et Rodríguez-Pose A. étudient comment le capital social d'attachement (bonding) et d'accointance (bridging) affectent la croissance économique dans différentes régions européennes, ainsi que la manière dont leurs effets sont modérés par le capital humain. Pour mesurer le niveau de capital social de 2002 à 2016 dans 21 pays européens, les chercheurs ont utilisé les données de l'Enquête Sociale Européenne (European Social Survey, ESS), de l'European Values Study (au niveau individuel) et de l’Office statistique de l’Union européenne (données sur le capital humain, le niveau du PIB par habitant, etc.). L'analyse a révélé que l'intensité du capital social d'attachement et d'accointance diffère selon les régions européennes : le niveau le plus élevé de capital social d'accointance se trouve dans les pays nordiques et dans les régions à grandes agglomérations. L'Europe de l'Est est caractérisée par des niveaux plus faibles des deux types de capital social que l'Europe de l'Ouest. Les résultats montrent que des niveaux plus élevés de capital social d'attachement sont associés à des niveaux plus faibles de PIB par habitant lorsque l'on étudie le niveau de capital social d'accointances. En revanche, les régions ayant des niveaux plus élevés de capital social d'accointance ont des niveaux plus élevés de PIB par habitant lorsque l'on étudie le capital social d'attachement. De plus, le développement du capital humain réduit l'impact du capital social d'attachement et d'accointance sur la croissance économique. Ainsi, tous les types de capital social ne sont pas également utiles à la croissance économique.